# Amie Sillah
Amie Sillah (Aminatta Sillah-Sarr; geb. im 20. Jahrhundert) ist eine gambische Politikerin, Journalistin und Frauenrechtlerin.

## Leben
Amie Sillah besuchte in den 1960er Jahren die Mohammedan Primary School in der gambischen Hauptstadt Bathurst (heute Banjul). Im Anschluss besuchte sie die St. Joseph’s High School (heute St. Joseph’s Senior Secondary School), die sie 1972 abschloss. Danach arbeitete sie für ein halbes Jahr im Royal Victoria Hospital Laboratory und schloss als eine von zwei weiblichen Studierenden ein Studium an der School of Public Health des Gambia College ab.
Von 1974 bis 1982 arbeitete sie im öffentlichen Gesundheitsdienst. 1982 wurde sie für sieben Monate ohne Anklage oder Gerichtsprozess inhaftiert. Zu diesem Zeitpunkt war ihr Kind zehn Monate alt. Anschließend wurde sie von ihrem Arbeitgeber entlassen.
1985 war sie eine der Mitgründerinnen der Nyakoi Nursery School in Bundung, die sie rund 25 Jahre lang als Schulleiterin leitete.

### Politik
1986 gründete sie gemeinsam mit ihrem Ehemann Sam Sarr und Halifa Sallah die oppositionelle Partei People’s Democratic Organisation for Independence and Socialism (PDOIS). Sie übernahm ab der Gründung als Secretary to Women and Child Affairs die Leitung des Ressorts Frauen- und Familienpolitik, die sie bis mindestens 2019 innehatte.
1992 trat sie – als eine der ersten Frauen überhaupt – bei den Parlamentswahlen an, erhielt aber nur rund 8 Prozent der Stimmen. Bei den Wahlen 2002 unterlag sie im Wahlkreis Serekunda East Fabakary Jatta (APRC). Bei den Parlamentswahlen 2017 trat sie erneut im Wahlkreis Bundungka Kunda an und erhielt hinter Bakary Njie (UDP) und Modou A. Njie (APRC) von sieben Kandidaten die drittmeisten Stimmen.
Sillah war zudem von etwa 2006 bis 2017 Leiterin (Executive Secretary) der Frauenrechtsorganisation Women in Democracy and Development (WODD). Für ihre Arbeit wurde sie 2011 vom Inter-Africa Network For Women, Media, Gender and Development (FAMEDEV) mit einem Gender Award ausgezeichnet. Sie begrüßte das von Präsident Yahya Jammeh Ende 2015 ausgesprochene Verbot von Weiblicher Genitalverstümmelung (FGM) und erklärte, dass sie selbst und ihre Tochter Opfer von FGM seien.
Darüber hinaus engagierte sie sich in der Gambia Teachers’ Union (GTU) und für die Aufforstung abgeholzter Wälder.
In der Regierungszeit Yahya Jammehs (1996 bis 2017) wurde sie mehrfach von Polizei- und Sicherheitskräften festgenommen.

### Journalistin und Autorin
Sillah gründete mit ihrem Ehemann um 1987 die Zeitung Foroyaa, für die sie bis etwa 2019 mehrere Jahrzehnte lang Kolumnen verfasste.
Von der Gründung 2001 bis mindestens 2004 war sie Generalsekretärin der Association of Health Journalists.
2010 veröffentlichte sie ihr erstes literarisches Werk The Silent Voices, das elf Kurzgeschichten zu Frauenthemen enthält. Im selben Jahr war sie Gründungsmitglied der Writers’ Association of The Gambia (WAG). 2020 listete die WAG sie auf Platz 14 der einflussreichsten gambischen Schriftstellerinnen und Schriftsteller.

### Persönliches
Sillah ist seit etwa 1978 mit Sam Sarr, ehemaliger Dozent an der Gambia High School, Herausgeber der Zeitung Foroyaa und ebenfalls Politiker der PDOIS, verheiratet und hat mit ihm drei Kinder. Der Politiker Ousman Sillah (PDOIS) ist ihr Bruder.